# Rose of Washington Square
Rose of Washington Square ist ein Popsong, den James F. Hanley (Musik) und  Ballard MacDonald (Text) verfassten und 1920 bei Shapiro, Bernstein & Co.  veröffentlichten.

## Wirkungsgeschichte
Vorgestellt wurde der Song von Fanny Brice in der Musikrevue Ziegfeld Midnight Frolic. Erfolgreich mit dem Song in den amerikanischen Hitparaden waren Sam Lanins Kentucky Serendaders (Columbia) im Juni 1920 (#3) und Henry Burr im Juli 1920 (#5). Zu den frühen Aufnahmen gehört auch die Version des Fred Van Eps Quartet, mit George Hamilton Green (Xylophon).
1939 fand der Song Verwendung im gleichnamigen Filmmusical von Gregory Ratoff, mit Alice Faye, Tyrone Power und Al Jolson in den Hauptrollen.

### Spätere Coverversionen
Der Diskograf Tom Lord listet im Bereich des Jazz insgesamt 93 (Stand 2015) Coverversionen, u. a. von Milo Rega, Red Nichols & His Five Pennies (mit Glenn Miller und Jack Teagarden), Clancy Hayes, Benny Goodman, Bob Crosby, Harry James, Pee Wee Russell, Frankie Carle, Henry Jerome, George Wettling/Frank Signorelli, Bob Scobey, Ted Heath/Max Bygraves, Turk Murphy, Don Ewell, Harry Allen und die Dutch Swing College Band. Auch Tony Williams, Sänger der Doo-Wop-Gruppe The Platters, coverte den Song.